# Khanuy-Gol

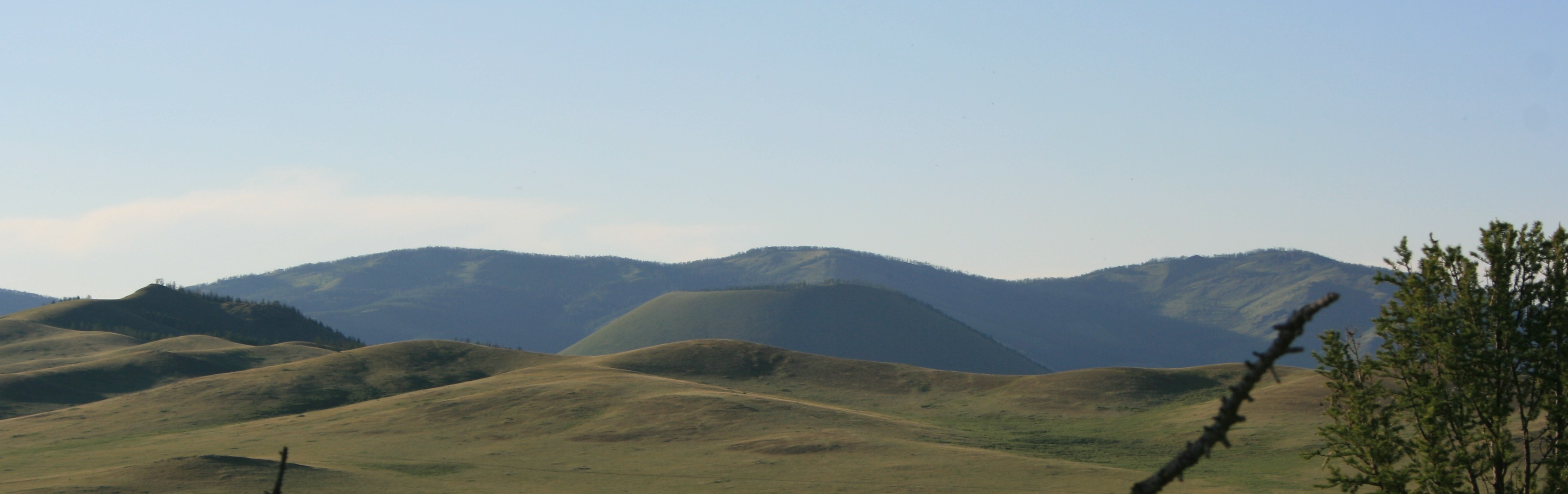
Região do Togo, parte da abertura do cone Bag Togo Uul

Khanuy-Gol, também conhecido como complexo vulcânico de Bulgan, Chanuj Gol Hanui Gol ou Hanuy Gol, é um complexo vulcânico localizado na Mongólia. O complexo de Khanuy-Gol está localizado na faixa norte dos Montes Khangai, a norte do assentamento de Bulgan.

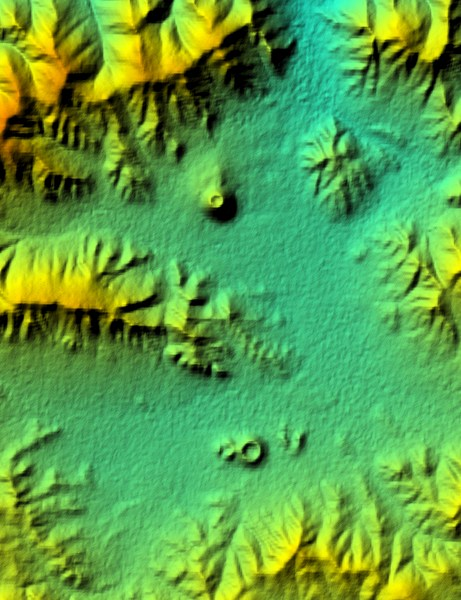
Mapa topográfico da região de Khanuy-Gol

O complexo vulcânico de Khanuy-Gol abrange uma área de superfície de 3.500 quilômetros quadrados e 150 quilômetros, ao sudeste de Ulaanbaatar. Entre os dez cones com altura de 30 a 190 metros que compõem o campo, estão o Bag Togo Uul com 28 metros de altura e Ikh Togo Uul, com 219 metros de altura. O cone Uran Uul é o mais alto do campo, com altura de 280 metros. Baa Togo Uul tem uma cratera semelhante a um maar entre suas três aberturas, conhecidas como Javalach, Togo e Tulga. Ambos os cones do Togo têm uma cobertura vegetal.
A atividade vulcânica começou no Plioceno, causando a formação de rochas vulcânicas formadas de traquito e basalto. Anos depois, dois cones não identificados a 20 quilômetros do oeste do rio Hanui, formaram fluxos de lava na era geológica Pleistoceno, com cerca de 12 metros de espessura. A última erupção não é datada, no entanto, acredita-se que tenha ocorrido na era do Holoceno, devido à aparência de Uran Uul. Os cones Baga Togo Uul são classificados como os mais antigos da região, datados a partir da era do Pleistoceno. O complexo vulcânico faz parte da região vulcânica de Hangai, que é, por sua vez, parte da zona vulcânica de Baikal. Devido às elevações tectônicas e o alto fluxo de calor na região de Hangai, é possível encontrar fontes termais no local.
As rochas em erupção são formadas de olivina, ilmenita e xenólitos de peridotito. As demais rochas que compõem o complexo vulcânico, no entanto, são formadas de traquito, basalto, piroxena, leucita, plagioclase e analcite.